# Manizales
Manizales – miasto w środkowej Kolumbii, w Kordylierze Środkowej (Andy), na wysokości 2150 metrów, ośrodek administracyjny departamentu Caldas. Około 363 tys. mieszkańców.
W mieście rozwinął się przemysł spożywczy, włókienniczy, odzieżowy, maszynowy oraz elektrotechniczny.

## Miasta partnerskie
- Rosario, Argentyna
- Cartagena, Kolumbia
- Barcelona, Hiszpania
- Gainesville, Stany Zjednoczone
- Lizbona, Portugalia
- Montreal, Kanada
- Oksford, Wielka Brytania
- Walencja, Hiszpania